# Pevnost Kastel
Pevnost Kastel (srbsky Тврђава Кастел/Tvrđava Kastel) je historická pevnost a hlavní turistická atrakce města Banja Luka v severní části Bosny a Hercegoviny. Jedná se o kulturní památku. Pevnost se nachází ve středu města, na ústí říčky Crkvina do řeky Vrbas.
Pevnost vznikla nejspíše ještě v předřímských časech. Díky strategické pozici města Banja Luka pevnost rozvíjeli Římané, později středověcí vládci Bosny a nakonec i Turci, kteří ji využívali pro obranu pro případ nečekaného rakouského vpádu směrem na jih. Mezi oběma mocnostmi proběhla o pevnost těžká bitva v roce 1737. V letech 2012 až 2013 byla provedena komplexní rekonstrukce areálu pevnosti, během níž byly nalezeny početné předměty z 17. a 18. století. Obnovu pevnosti financovala Evropská unie.